# Militarismo

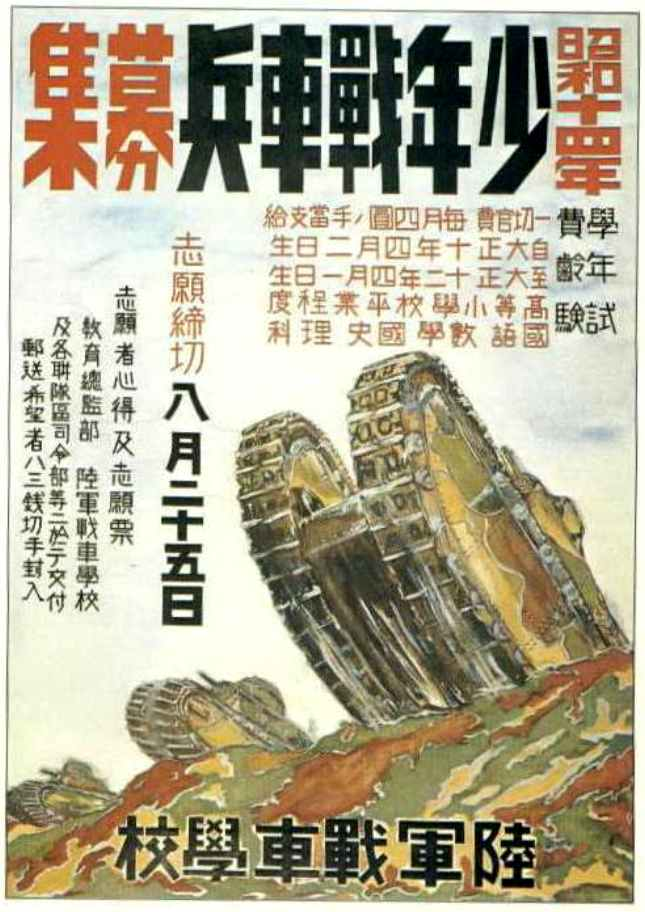
Cartel del reclutamiento del Ejército Imperial Japonés.

Militarismo, según el DRAE, es el «predominio de lo militar en la política y el gobierno de una nación». El historiador español Eduardo González Calleja lo ha definido como la «impregnación de la estructura y valores castrenses (centralización de la autoridad, jerarquía, disciplina, conformismo, combatividad, nacionalismo extremado) en el Estado y en la sociedad civil, lo que implica una quiebra, abierta o no, de la supremacía del poder civil por parte de los militares». Su posición más extrema sería el «pretorianismo», es decir, «la insubordinación e influencia inmoderada del Ejército en la toma de decisiones políticas».
El militarismo tiende a ser definido en oposición directa con los movimientos por la paz de los tiempos modernos. Históricamente, el término se utilizó haciendo referencia a Estados específicos: Esparta, el Imperio Japonés, el Imperio Británico, Estados Unidos, el Imperio Alemán y la Alemania nazi, el Primer Imperio Francés, la Italia fascista, la Unión Soviética, Irak bajo Saddam Hussein, Venezuela bajo el chavismo, Rusia bajo Vladímir Putin, Corea del Norte, Birmania o México hasta 1855, entre otros. Un caso específico sería el de Tailandia.

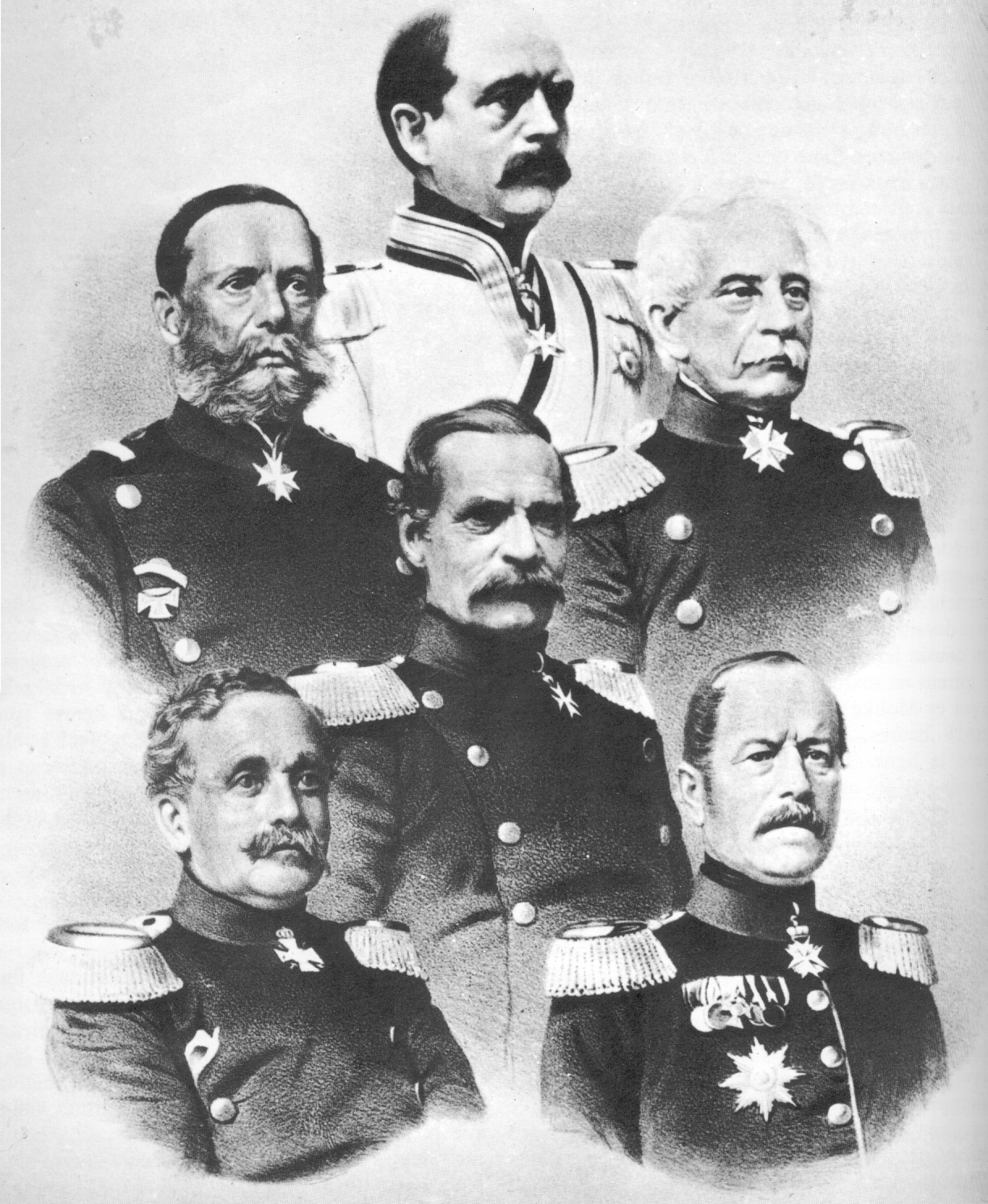
Generales prusianos en Sadowa (1866): Bismark, general Vogel von Falkenstein, general von Steinmetz, von Roon, general von Fliess y general Herwarth von Bittenfeld.

En el Reino Unido, y en los Estados Unidos, desde fines del siglo XVIII d. C. hasta hoy, casi siempre fue un civil el secretario de Guerra y el primer lord del Almirantazgo, o secretario de Marina (en Estados Unidos). Durante las guerras contra Francia, desde la Revolución francesa hasta la caída de Napoleón, solo hubo un primer lord del Almirantazgo no civil (el almirante Lord St Vincent) y solo por tres años. Siempre, en esa época y hasta el fin de la Guerra Fría, los secretarios de Guerra (luego de Defensa) fueron civiles. En cambio, en Argentina, desde la Independencia, los ministros de Guerra y Marina (hasta 1898), y luego los ministros de Guerra y los ministros de Marina (hasta mediados de la década de 1940), después los ministros de Ejército, de Marina, de Aeronáutica, y de Defensa fueron casi siempre militares.
Una forma de medir el militarismo es el porcentaje del producto nacional bruto que un país emplea en gastos militares. En 2001, Corea del Norte tenía el máximo porcentaje de inversión militar, con un 31,3 %, seguida de Angola (22 % en 1999), Eritrea (19,8 % en 2001), Arabia Saudita (13 % en 2000), Etiopía (12,6 % en 2000), Omán (12,2 % en 2001), Catar (10 % en los años 2000/2001), Israel (8,75 % en 2002), Jordania (8,6 % en 2001) y las Maldivas (8,6 % en 2001). El mayor gasto en términos absolutos, sin embargo, es el realizado por Estados Unidos.

## Formas del intervencionismo militar

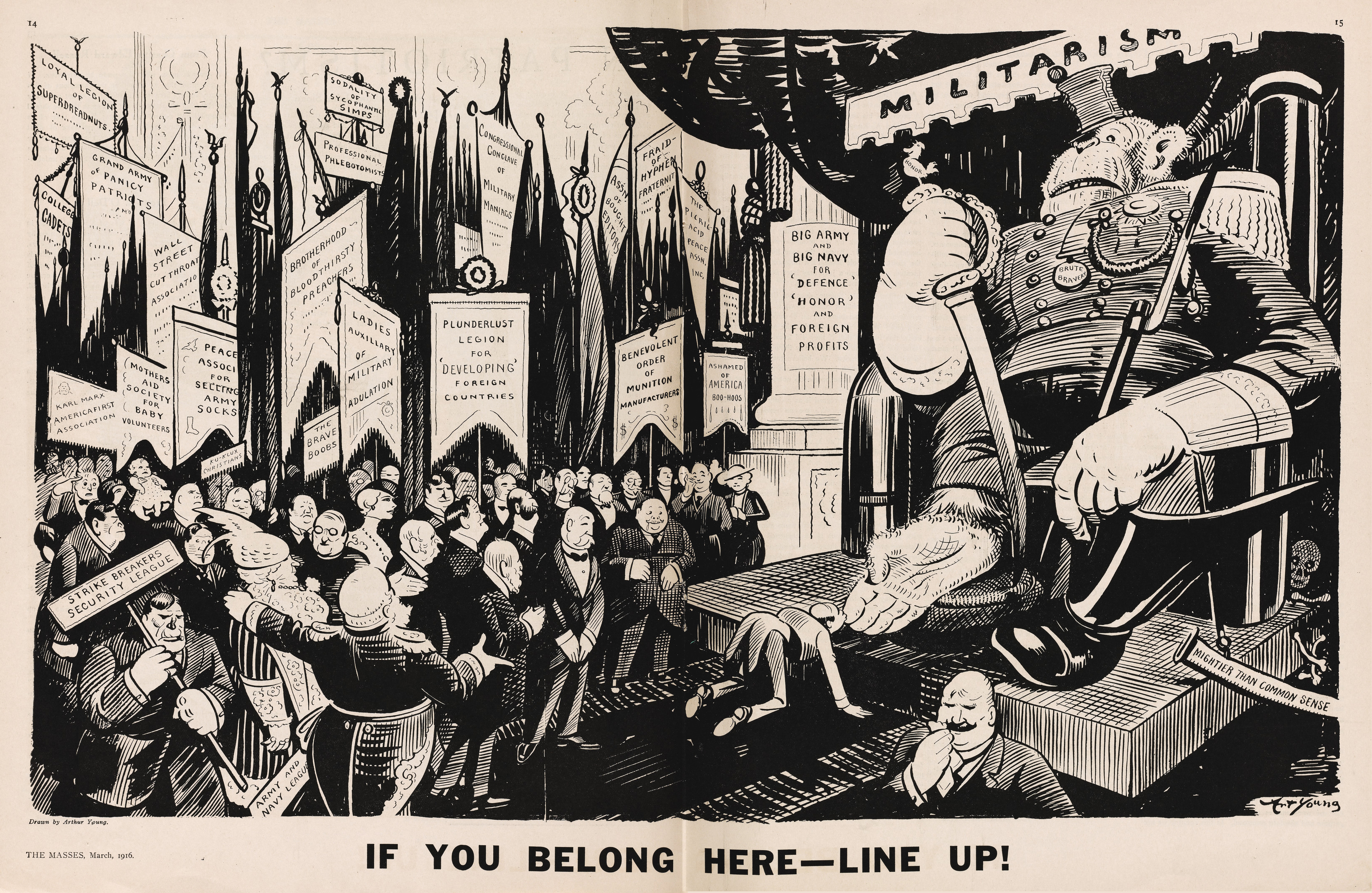
Caricatura de Art Young en la revista estadounidense The Masses, publicada en marzo de 1916, durante la Primera Guerra Mundial. «Si perteneces aquí, ponte en fila»

Samuel E. Finer en Los militares en la política mundial (Buenos Aires, Editorial Sudamericana, 1969) ha definido cuatro formas del intervencionismo militar en política:
1. Influencia: los militares a través de su élite tratan de influir en el Gobierno para que este adopte sus puntos de vista, pudiendo enfrentarse a las autoridades civiles pero siempre sin traspasar los límites de la legalidad. Sería propia de los países con una cultura política desarrollada.
2. Blackmail: la presión constante al Gobierno para que este adopte las posiciones defendidas por los militares amenazándolo con que se negarán a colaborar con él, desobedecerán sus órdenes e incluso se levantarán contra él. Un ejemplo de blackmail podría ser la crisis de mayo que llevó al poder al general De Gaulle en 1958.
3. Desplazamiento: la sustitución de un Gobierno civil por otro también civil gracias a la acción de las Fuerzas Armadas. Puede realizarse por tres cauces: la amenaza de una intervención militar, la negativa de las Fuerzas Armadas a defender al Gobierno frente al desorden civil y la violencia militar. Este última puede revestir dos formas (o la combinación de ambas): el golpe de Estado o el pronunciamiento (o cuartelazo).
4. Suplantación: las Fuerzas Armadas toman el poder e instauran una dictadura militar. Sus cauces son los mismos que los del desplazamiento.

## Militarismo por país

### Militarismo en España
El militarismo en España es un tema clásico de la historiografía de la Edad Contemporánea en España. El militarismo español se expresó a través del pretorianismo o predominio de los militares en la vida política. Frente la debilidad y sucesivos fracasos (denominados desastres) de la presencia colonial exterior, la aplicación principal del ejército fueron las sangrientas guerras civiles y la represión política y social interna. Además de su papel como poder fáctico (o Estado dentro del Estado), el prestigio del llamado estamento militar le mantuvo como una parte de las clases dominantes, que incluso llegó a generar comportamientos que superaron el tradicional corporativismo para ser descritos como endogámicos o de casta.
Según el profesor Francisco Alía Miranda, de la Universidad de Castilla-La Mancha, la intervención del Ejército español en la vida política ha sido una constante en la Edad Contemporánea hasta los años 1980. Esta ha revestido dos formas: unas veces ha actuado «como grupo de presión para influir en las decisiones del poder civil» convirtiéndose «en una espada de Damocles que lo atenazaba y amenazaba»; y en otras ha suplantado directamente al poder civil, «tras cambiar gobiernos y regímenes políticos a su antojo».

### Militarismo en Japón
El militarismo japonés se impuso el Imperio de Japón en la década de 1930 y le condujo a la segunda guerra sino-japonesa, primero, y a la Segunda Guerra Mundial, después.
Aunque el Ejército Imperial Japonés y la Armada Imperial Japonesa gozaban de una gran autonomía e influencia política debido al modelo prusiano con el que se formó la constitución Meiji, varias tentativas diplomáticas favorecieron la paz, como el Pacto Briand-Kellogg de 1927 o el Tratado Naval de Londres de 1930.
Sin embargo, el ultranacionalismo fue característico de los políticos de extrema derecha y de los militares conservadores desde el principio de la Restauración Meiji, contribuyendo de gran manera a la política pro-bélica de los años 1870. Algunos antiguos samuráis establecieron sociedades y organizaciones patrióticas, como la Sociedad del Océano Negro (gen'yosha 玄洋社, fundada en 1881) y su posterior rama, la Sociedad del Dragón Negro (Kokuryukai 黒龍会) o Sociedad del Río Amur fundada en 1901. Estos grupos se volvieron activos en la política nacional y extranjera, ayudaron a fomentar los sentimientos belicistas y sustentaron las causas ultranacionalistas hasta el final de la Segunda Guerra Mundial. Después de las victorias de Japón sobre China y Rusia, los ultranacionalistas se concentraron en los asuntos nacionales y percibieron amenazas como el socialismo y comunismo.
Paralelamente al militarismo alemán del siglo XX, el militarismo japonés comenzó con una serie de acontecimientos por los que los militares ganaron protagonismo a la hora de dictar los asuntos de Japón. Esto fue evidente en el periodo Sengoku o Era de los Estados Combatientes del Japón del siglo XV, en el que los poderosos señores de la guerra samurái (daimyōs) desempeñaron un papel importante en la política japonesa. El militarismo japonés está profundamente arraigado en la antigua tradición samurái, siglos antes de la modernización de Japón. Aunque una filosofía militarista era intrínseca a los shogunatos, un estilo de militarismo nacionalista se desarrolló tras la Restauración Meiji, que restauró al Emperador en el poder e inició el Imperio de Japón.  Se ejemplifica en el Rescripto Imperial a Soldados y Marineros de 1882, que exigía a todos los miembros de las fuerzas armadas una lealtad personal absoluta al Emperador.

### Militarismo en Turquía
El militarismo no fue introducido en la vida diaria hasta el advenimiento de las instituciones modernas, particularmente las escuelas, que se convirtieron en parte del aparato del Estado cuando el Imperio Otomano fue sucedido por un nuevo Estado-nación, la República de Turquía, en 1923. Los fundadores de la república estaban decididos a romper con el pasado y modernizar el país. Hubo, sin embargo, una contradicción inherente, puesto que su visión modernizadora estaba limitada por sus raíces militares. Los principales reformadores fueron todos hombres militares y, al mantener la tradición militar, todos creían en la autoridad y el carácter sagrado del Estado. La sociedad también creía en el ejército. Fue el ejército al fin y al cabo el que lideró la Guerra de Liberación (1919-1923) y salvó a la madre patria.
Tras la Segunda Guerra Mundial se estableció un nuevo orden mundial. En Turquía, un gobierno liberal que se alineó con las fuerzas sociales conservadoras terminó el régimen de partido único. El nuevo gobierno no estaba en contra de las prácticas militaristas en las escuelas, excepto de aquéllas que no encajaban con la segregación por género. El nuevo gobierno derogó algunas de las reformas pero el golpe militar de 1960 acabó con todo esto.

### Militarismo en Alemania

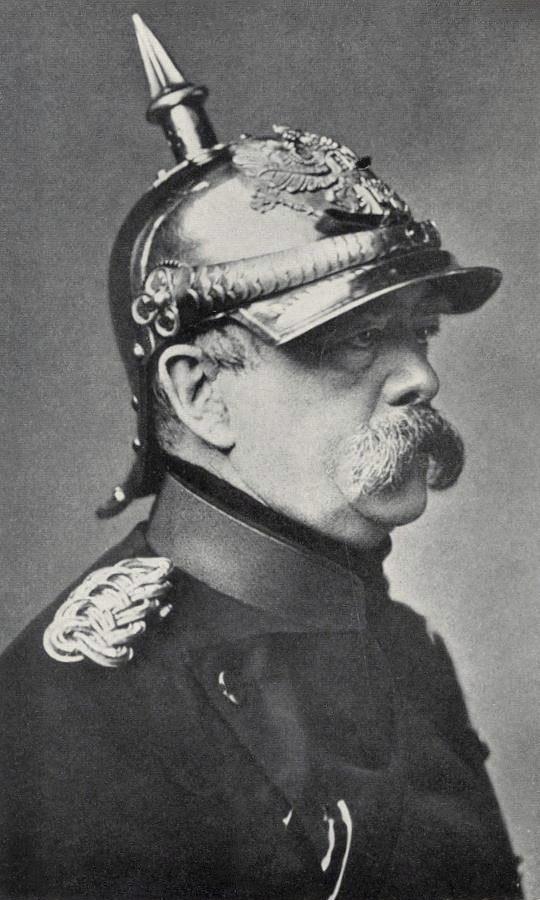
Otto von Bismarck, un civil, vistiendo un coracero de metal de oficial Pickelhaube

Las raíces del militarismo alemán se encuentran en la Prusia de los siglos XVIII y XIX y en la posterior unificación del Alemania bajo el liderazgo prusiano. Sin embargo, Hans Rosenberg ve su origen ya en la Orden Teutónica y su colonización de Prusia durante la Baja Edad Media, cuando mercenarios del Sacro Imperio Romano Germánico recibieron tierras de la Orden y formaron gradualmente una nueva nobleza prusiana militarista terrateniente, de la que más tarde evolucionaría la nobleza Junker.
Durante el reinado en el siglo XVII del "Gran Elector" Federico Guillermo I de Brandeburgo, Elector de Brandeburgo, Brandeburgo-Prusia aumentó su ejército a 40 000 hombres y comenzó una eficaz administración militar supervisada por el Comisariado General de Guerra. Con el fin de reforzar su poder tanto en asuntos interiores como exteriores, el llamado Soldatenkönig ("rey soldado") Federico Guillermo I de Prusia comenzó sus reformas militares a gran escala en 1713, iniciando así la tradición del país de un alto presupuesto militar al aumentar el gasto militar anual al 73% de todo el presupuesto anual de Prusia. A su muerte, en 1740, el ejército prusiano se había convertido en un ejército permanente de 83 000 hombres, uno de los mayores de Europa, en una época en la que toda la población prusiana estaba formada por 2,5 millones de personas. El escritor militar prusiano Georg Henirich von Berenhorst escribiría más tarde en retrospectiva que desde el reinado del rey soldado, Prusia siempre siguió siendo "no un país con un ejército, sino un ejército con un país" (una cita a menudo atribuida erróneamente a Voltaire y Honoré Gabriel Riqueti, conde de Mirabeau).
Después de que Napoleón Bonaparte derrotara a Prusia en 1806, una de las condiciones de la paz fue que Prusia redujera su ejército a no más de 42.000 hombres.  Para que el país no volviera a ser derrotado, el Rey de Prusia alistó el número permitido de hombres durante un año, entrenó y luego despidió a ese grupo, y alistó a otro del mismo tamaño, y así sucesivamente. Así, en el transcurso de diez años, consiguió reunir un ejército de 420.000 hombres que habían recibido al menos un año de formación militar.  Los oficiales del ejército procedían casi en su totalidad de la nobleza terrateniente.  El resultado fue que, poco a poco, se formó una gran clase de oficiales profesionales, por un lado, y una clase mucho más numerosa, los soldados rasos del ejército, por otro.  Estos soldados rasos se habían condicionado a obedecer implícitamente todas las órdenes de los oficiales, creando una cultura de clase basada en la deferencia.[cita requerida]

### Militarismo en India

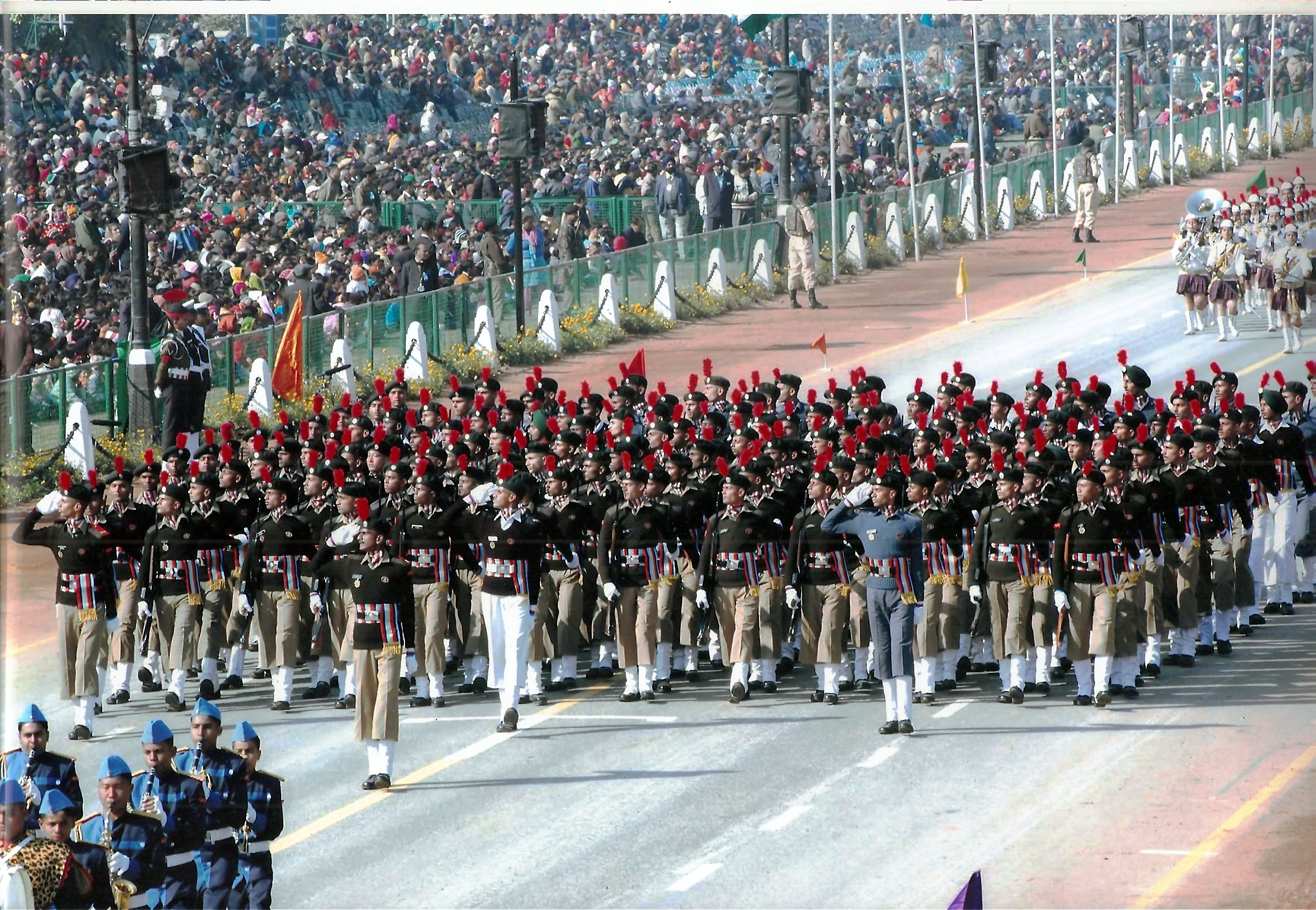
Desfile militar en la India

El auge del militarismo en la India se remonta al Raj británico con la creación de varias organizaciones del Movimiento de independencia de la India como el Ejército Nacional Indio dirigido por Subhas Chandra Bose. El Ejército Nacional Indio (INA) desempeñó un papel crucial para presionar al Raj británico después de que éste ocupara las Islas Andamán y Nicobar con la ayuda del Imperio del Japón, pero el movimiento perdió impulso debido a la falta de apoyo del Congreso Nacional Indio, la Batalla de Imphal y la repentina muerte de Bose.

## Literatura
- Tomohide Ito: Militarismus des Zivilen in Japan 1937–1940: Diskurse und ihre Auswirkungen auf politische Entscheidungsprozesse (Reihe zur Geschichte Asiens; Bd. 19). Iudicium Verlag, Múnich 2019. ISBN 978-3862052202.